# Ratolí saltador de la Xina
El ratolí saltador de la Xina (Eozapus setchuanus) és una espècie de mamífer rosegador de la família dels dipòdids. És endèmic de la Xina (províncies de Gansu, Ningxia, Qinghai, Shaanxi, Sichuan i Yunnan). S'alimenta principalment de vegetació verda. Els seus hàbitats naturals són els matollars-estepa i els prats de muntanya. És una espècie en risc mínim, és a dir, no sembla que hi hagi cap amenaça significativa per a la seva supervivència.